# American Skin (film)
American Skin è un film del 2019, scritto e diretto da Nate Parker.

## Trama
Lincoln Jefferson, un ex marine afroamericano reduce dalla guerra in Iraq, divorziato dalla moglie, chiede e ottiene un lavoro come bidello in una scuola privata: questo gli consente di fare iscrivere suo figlio quattordicenne Kajani nella scuola stessa, con lo scopo di fargli proseguire gli studi una volta che si sarà diplomato.
Una sera, dopo che è andato a prendere il figlio a casa di un amico in un quartiere di benestanti, l'auto di Lincoln viene fermata dalla polizia. Nonostante le cautele usate da Jefferson, i due poliziotti sono visibilmente sulla difensiva: quando Jefferson consegna un certificato di assicurazione scaduto, nonostante chieda di cercare ancora tra i documenti per trovare quello valido, viene costretto a uscire dall'auto e perquisito. La scena viene registrata dalla videocamera dell'auto della polizia. La situazione degenera quando uno dei due poliziotti si accorge che  Kajani sta filmando la scena con il cellulare, gli intima di consegnarglielo e al rifiuto del ragazzo lo trascina fuori dall'auto, mentre  Kajani cerca di divincolarsi, il poliziotto gli spara e lo uccide.
Un anno dopo, una troupe che vuole girare un documentario sulla vicenda richiede un'intervista a Jefferson: sta per essere resa nota la decisione del gran giurì sull'incriminazione del poliziotto che ha sparato a  Kajani Jefferson.
Viene annunciato che il poliziotto non sarà processato per l'uccisione del giovane e questo scatena episodi di ribellione: il capo della polizia supplica la madre del ragazzo ucciso chiedendole di fare una dichiarazione pubblica chiedendo calma: a questo punto, Jefferson decide di rapire il capo della polizia e di portarlo al distretto per orchestrare un processo al poliziotto che ha ucciso il figlio. La troupe, inizialmente reticente, lo segue per girare il documentario. Jefferson e altri veterani suoi amici prendono il controllo della stazione di polizia e legano i poliziotti presenti. Mentre all'esterno si schierano le forze, dentro si consumano testimonianze e discussioni: i civili presenti e alcuni prigionieri sono usati come giurati.
La fase delle testimonianze si conclude con l'ufficiale che ammette di averli fermati perché in realtà erano neri in un quartiere benestante dopo la mezzanotte. Ha sparato a Kijani perché aveva paura per la sua vita ed era quello che gli era stato insegnato a fare. La giuria ritiene l'ufficiale colpevole e Jefferson infligge la punizione; dà a Randall il suo telefono e gli permette un'ultima conversazione telefonica con sua moglie e suo figlio, prima di puntargli una pistola alla testa e premere il grilletto. Ma la pistola era scarica fin dall'inizio.
Jefferson viene accompagnato fuori dal poliziotto, il quale urla ai cecchini che l'altro è disarmato ma nonostante abbia le mani alzate, Jefferson viene ucciso con un colpo di fucile.
Dopo l'episodio, Jefferson viene accusato dai media di essere un pazzo e un terrorista, mentre il regista del documentario ne prepara le copie da spedire ai festival.

## Distribuzione
Il film è stato presentato in anteprima mondiale al Festival del cinema di Venezia il 1 settembre 2019 da Spike Lee e ha vinto il Filming Italy Award come miglior film nella sezione Sconfini; è stato distribuito negli Stati Uniti il 15 gennaio 2021 da Vertical Entertainment.

## Riconoscimenti
- 2019 – Mostra internazionale d'arte cinematografica di Venezia
  - Vincitore nella sezione "Sconfini"
- 2019 – El Gouna Film Festival
  - Candifatura per il miglior film a Nate Parker
- 2021 – Black Reel Awards
  - Candifatura per il miglior film a Nate Parker
- 2021 – Casting Society of America, USA
  - Candifatura per il miglior film indipendente
- 2021 – African-American Film Critics Association (AAFCA)
  - Candifatura per il miglior film a Nate Parker
- 2022 – Image Awards (NAACP)
  - Candifatura per il miglior film indipendente